# 낙동강

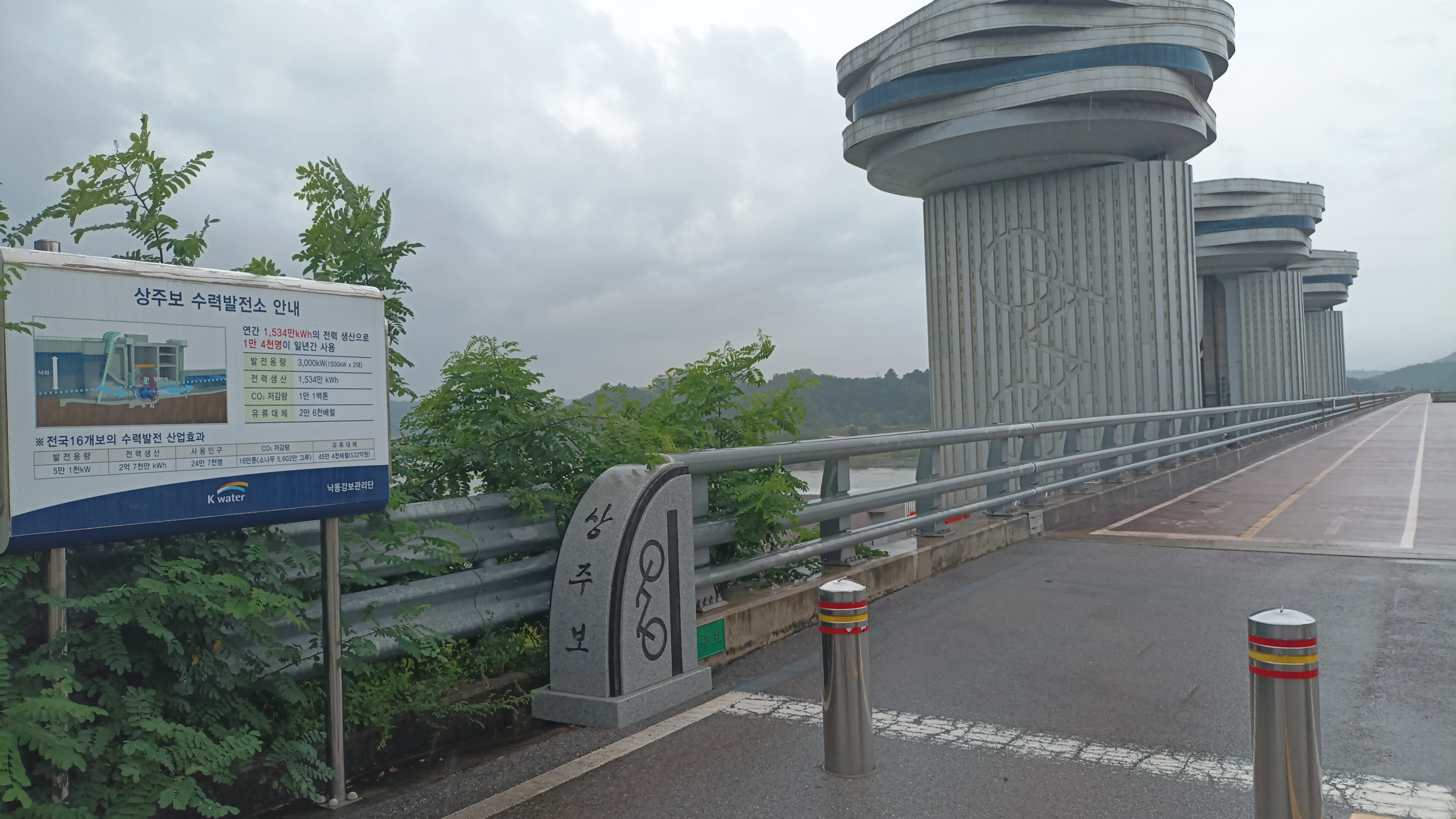
경상북도 상주시에 위치한 상주보

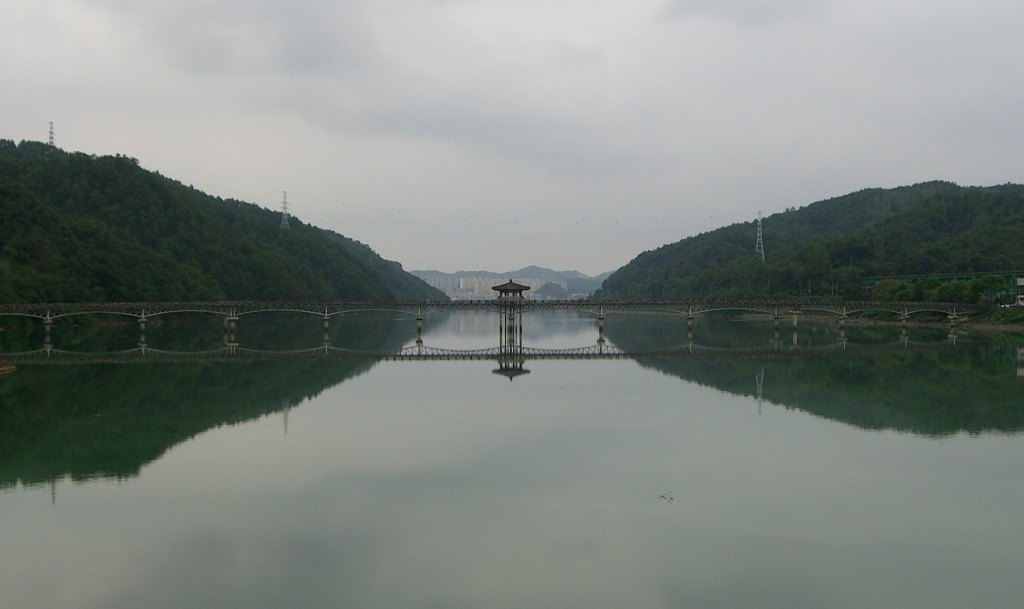
낙동강의 모습(안동 월영교, 2007년)

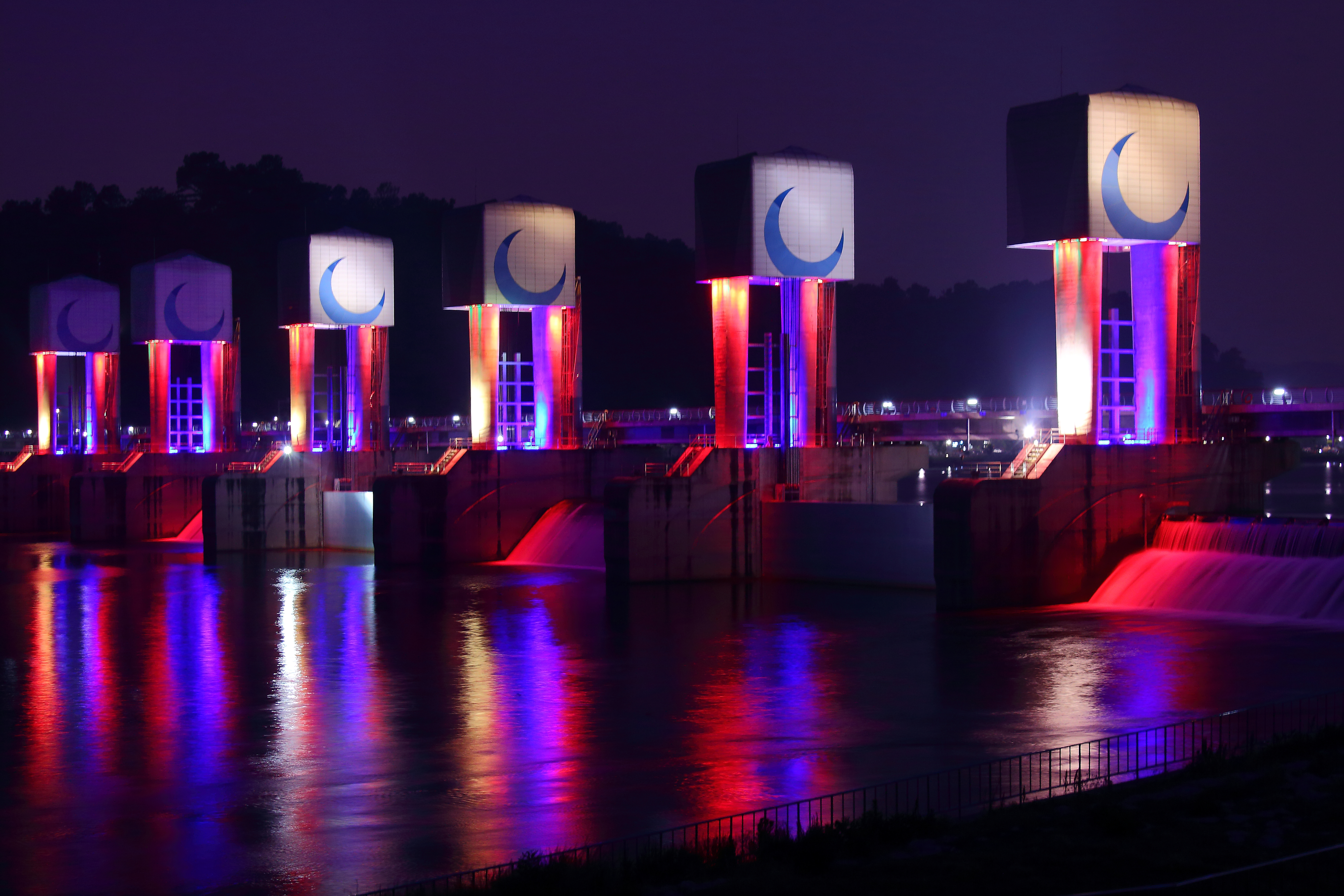
경상북도 칠곡군에 위치한 칠곡보

낙동강(洛東江, 문화어: 락동강)은 대한민국 강원특별자치도 태백시에서 시작되어 영남 지방 전역을 유역권으로 하며, 태백산맥을 원류로 하여 남해로 흐르는 강이다. 남한 지역에서는 가장 긴 강이고 한반도에서는 압록강과 두만강 다음으로 길다. 대한민국 강원도 태백시 화전동의 매봉산 천의봉 너덜샘에서 발원하여 황지연못에서 용출된 후 대한민국 경상북도 구미시를 걸쳐서 대한민국 경상남도 창녕군을 지나서 대한민국 부산광역시로 흐른다. 길이는 510km이고, 유역면적은 23,384km2이다. 옛날에는 내륙지방의 교통 동맥으로 되어 하안에는 하단·구포·삼랑진·수산·남지·현풍·왜관·낙동·풍산·안동 등의 선착장이 발달되었으며 가항거리는 343km였다.

## 개요
길이는 790km의 압록강과 521km의 두만강 다음으로 한반도에서 가장 긴 강으로, 대구분지를 지나 부산 서쪽에서 갈라져 남해로 들어간다. 낙동강 유역은 영남 지방 전체가 해당되며, 총 유역 면적은 23,384kmkm2이다. 주요 지류는 반변천(101km)·내성천(102km)·금호강(116km)·황강(111km)·남강(186km)·밀양강(90km)·위천(111km)·감천(69km) 등이다.

## 발원지
낙동강의 발원지는 전통적으로 1486년에 발간된 동국여지승람 삼척도호부편을 근거로 '황지연못'이라 알려져 왔으며, 지금도 강원특별자치도 태백시에서는 이곳을 낙동강의 발원지로 본다. 그러나 1980년대 초 지리연구가인 이형석에 의해 발원지는 태백시 천의봉 너덜샘으로 새롭게 밝혀졌다. 이후 학계에서는 현지 답사를 통하여 금대봉 남쪽에 있는 너덜샘을 발원지로 공인하였다.
그러나 2000년대 들어 보다 정밀한 현지 답사 결과, 낙동강의 실제 발원지는 강원도 정선군과 태백시의 경계를 이루는 은대봉의 동쪽에 있는 해발 1,235 m 지점임이 밝혀졌다. 이곳은 너덜샘이나 그 상류의 은대샘보다 더 위에 있는 곳이다. 따라서 황지연못을 상징적인 발원지로 보고, 실제 발원지는 너덜샘 북쪽 계곡 능선으로 봄이 타당하다.

## 이름의 유래
낙동강이란 이름이 처음 쓰인 것은 동국여지승람이지만 이보다 훨씬 이전인 삼국 시대에는 김해 일대에서 가장 세력이 컸던 가락국의 황산나루 땅을 흐르는 강이라는 뜻에서 황산강이라는 이름으로 불리었다. 낙동(洛東)이라는 이름의 뜻은 낙양 동쪽에 흐르는 강이란 의미이다. 낙양은 지금의 상주를 말한다.

## 생태학적 가치
낙동강의 습지는 홍수를 예방하고 가뭄엔 야생 동식물들이 살아갈 물을 공급한다. 물과 함께 실려온 모래와 흙으로 입구가 막히게 되면서 물이 고인 상태가 되고 진흙등으로 두꺼운 지반이 형성되면서 물고기와 수서곤충의 번식장 역할을 할 식물들이 자라게 된다. 습지에 의해 형성된 수초 군락은 오염물질을 흡수해 물을 정화해주며 철새들에게 풍부한 먹이를 제공하는 등 생태 피라미드의 연결고리 역할을 하게 된다. 이렇게 형성된 달성습지, 우포늪은 물길을 따라 이동하는 철새에게 좋은 번식장과 휴식 공간 역할을 제공하는 대표적인 철새도래지이다. 낙동강의 상류지역은 강을 따라 숲이 발달해있고 빠른 물살 때문에 물웅덩이가 자주 반복되는 곳이 많은데 물 흐름이 거칠어서 산소의 유입이 많고, 낮은 수온으로 더 많은 산소를 용해할 수 있게 되면서 주변 환경 변화에 민감하고 많은 산소를 필요로 하는 열목어, 산천어, 버들치, 종개, 둑중개 등의 어종들에게 적합한 환경을 제공한다.

## 낙동강에서 발생한 사건

### 낙동강 페놀 오염 사건
1991년에 구미국가산업단지에 위치한 두산전자 공장에서 페놀이 다량 유출되어 페놀 오염 사건이 발생한 적이 있다.

## 지류
- 국가하천
  - 남강
  - 밀양강
  - 낙동강
  - 내성천
  - 감천
  - 금호강
  - 황강
  - 남강
  - 덕천강
  - 함안천
  - 양산천
- 지방하천
  - 위천, 회천, 병성천, 철암천, 소도천, 송정리천, 석포리천, 골포천, 회룡천, 덕신천, 재산천, 운곡천, 고리천, 토계천, 와야천, 반변천, 송야천, 미천, 풍산천, 광산천, 영강, 말지천, 습문천, 인노천, 구미천, 한천, 경호천, 하빈천, 천내천, 기세곡천, 차천, 현창천, 신반천, 토평천, 창녕천, 영산천, 광려천, 주천강, 화포천, 덕천천, 대천천, 학장천, 서낙동강, 서천, 낙화암천, 한천, 쌍계천, 신천, 고촌천, 신녕천, 북안천, 달서천, 하거천, 자양천, 상신천, 임고천, 고경천, 대창천, 청통천, 오목천, 남천, 동화천, 안림천, 아천, 임천, 양천, 완사천, 나불천, 영천강, 반성천, 의령천, 청도천(영어판), 용전천, 길안천, 장군천, 청기천, 서시천, 감존천, 범곡천, 직현천, 단장천, 내석천

## 같이 보기
- 너덜샘
- 황지연못
- 낙동강 페놀 오염 사건
- 낙동강하구둑
- 낙동강 하류 철새 도래지